# Tekija (Kladovo)
Tekija (srbsky Текија) je vesnice ve východní části Srbska, administrativně spadající pod opštinu Kladovo. Vesnice se nachází na břehu veletoku Dunaje v soutěsce Železná vrata. Jižně od vsi se rozkládá pohoří Miroč a nedaleko leží také potopený ostrov Ada Kale.
Z národnostního hlediska je obyvatelstvo v drtivé většině srbské národnosti (cca 97 %).
Původní vesnice získala rozhodnutím srbského panovníka dne 2. září 1885 statut městyse (srbsky varošica). Roku 1961 již zde žilo 1635 osob. V souvislosti s výstavbou přehrady Železná vrata, resp. Đerđap bylo původní sídlo zcela zatopeno a na svazích kopců vystavěno nové s plánovanou uliční sítí.
Ve vsi stojí kostel svatého Mikuláše (srbsky Crkva svetog Nikole). Obec má svůj přístav na Dunaji a prochází tudy silnice č. 34.